# Cuerno de Oro
El Cuerno de Oro (en turco, Haliç; en griego,  Khrysokeras o Chrysoceras o Χρυσοκερας) es un histórico estuario a la entrada del estrecho del Bósforo, que divide la ciudad turca de Estambul. Este emplazamiento, que forma un puerto natural espectacular, ha protegido a los griegos, romanos, bizantinos y otomanos y otros barcos durante miles de años. Fue primero acondicionado por los colonos griegos para formar la ciudad de Bizancio y bajo el Imperio bizantino los canteros navales construyeron en él un muro a lo largo de la costa para proteger la ciudad de los ataques navales.
Se trata de un estuario en forma de cimitarra que se une al Bósforo justo en el punto en que el estrecho entra en el mar de Mármara, que forma una península en cuya punta está la vieja Estambul (la antigua Bizancio y Constantinopla). Su nombre, en griego y español, significan lo mismo, pero a qué hace referencia la denominación «de oro» aún hoy es poco clara. Ha sido testigo de muchos incidentes históricos tumultuosos y sus espectaculares vistas han sido objeto de innumerables obras de arte.

## Descripción

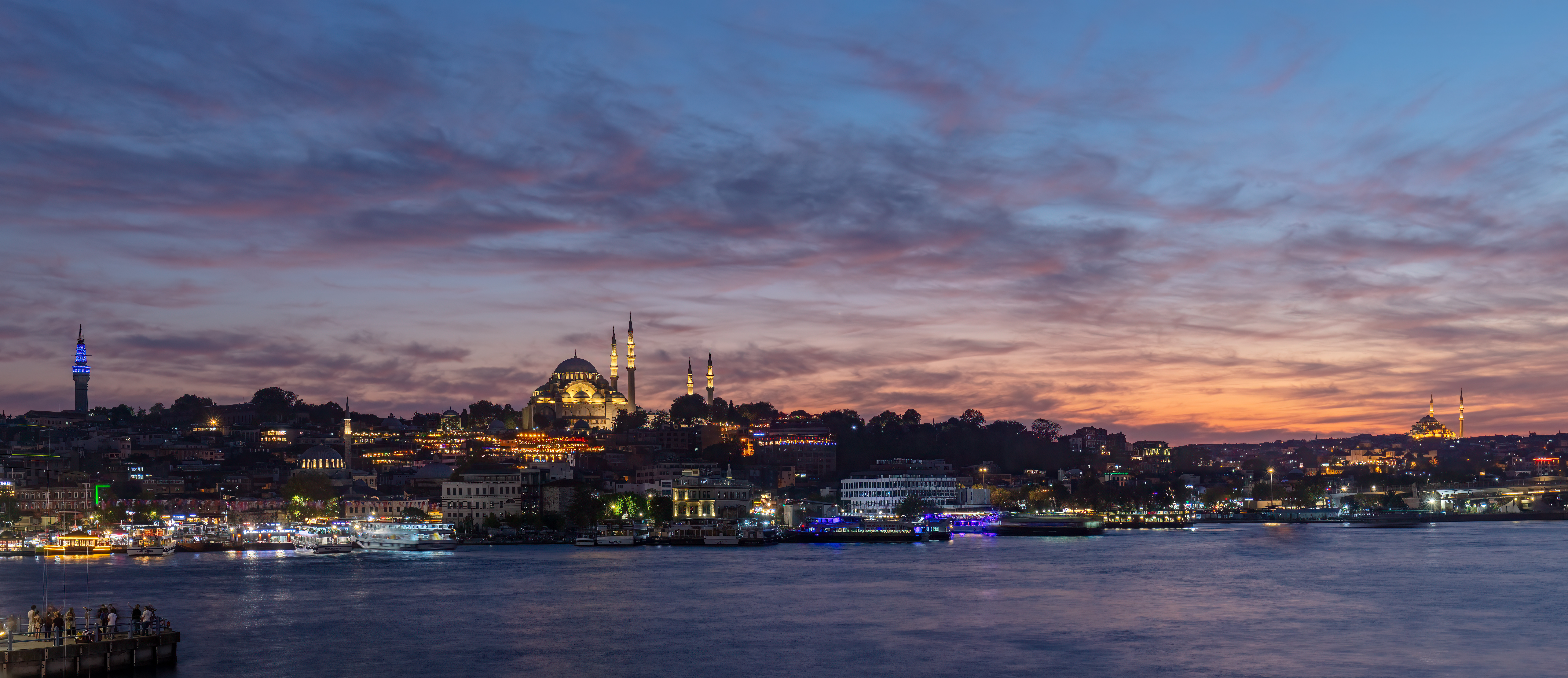
Vista de la mezquita de Süleymaniye, desde Karaköy sobre el Cuerno de Oro.

El Cuerno de Oro es un estuario. Tiene 7,5 kilómetros de largo y 750 metros de ancho. Su profundidad máxima, donde se une al Bósforo, es de unos 35 metros. Está situado justo al inicio del Bósforo o estrecho de Estambul, el estrecho que comunica el mar de Mármara con el mar Negro, en la orilla europea del estrecho.
Hoy día es atravesado por 4 puentes, que son, de aguas arriba hacia la desembocadura en el Bósforo, los siguientes:
- puente Haliç, literalmente puente el Cuerno de Oro, (Kali Köprüsü 1974, 1996);
- puente Eski Gálata, literalmente viejo puente Gálata, cuando el antiguo puente de Gálata se trasladó aquí en piezas, fue reensamblado y restaurado después de que un incendio en 1992 lo dañase (el actual puente de Gálata, que lo reemplazó, fue terminado en 1994);
- puente de Atatürk (Atatürk Köprüsü), antiguo puente de Hayrat que se convirtió en el puente de Atatürk en 1939;
- Puente de Gálata (Gálata Köprüsü 1845, 1863, 1875, 1912, 1994).

Un quinto puente está actualmente en construcción para conectar las líneas subterráneas del Metro de Estambul, en el norte y el sur del Cuerno de Oro.

## Historia

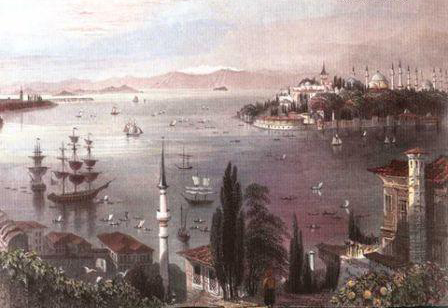
La punta del Serallo desde Pera, con el Bósforo (izquierda), la entrada del Cuerno de Oro (en el centro y a la derecha), el mar de Mármara (a lo lejos) y las islas Príncipe (en el horizonte).

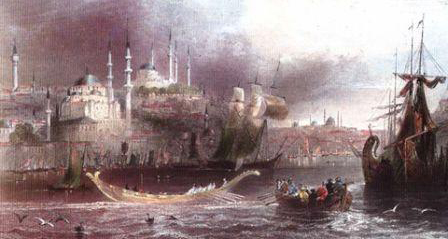
Barcos en el Cuerno de Oro.

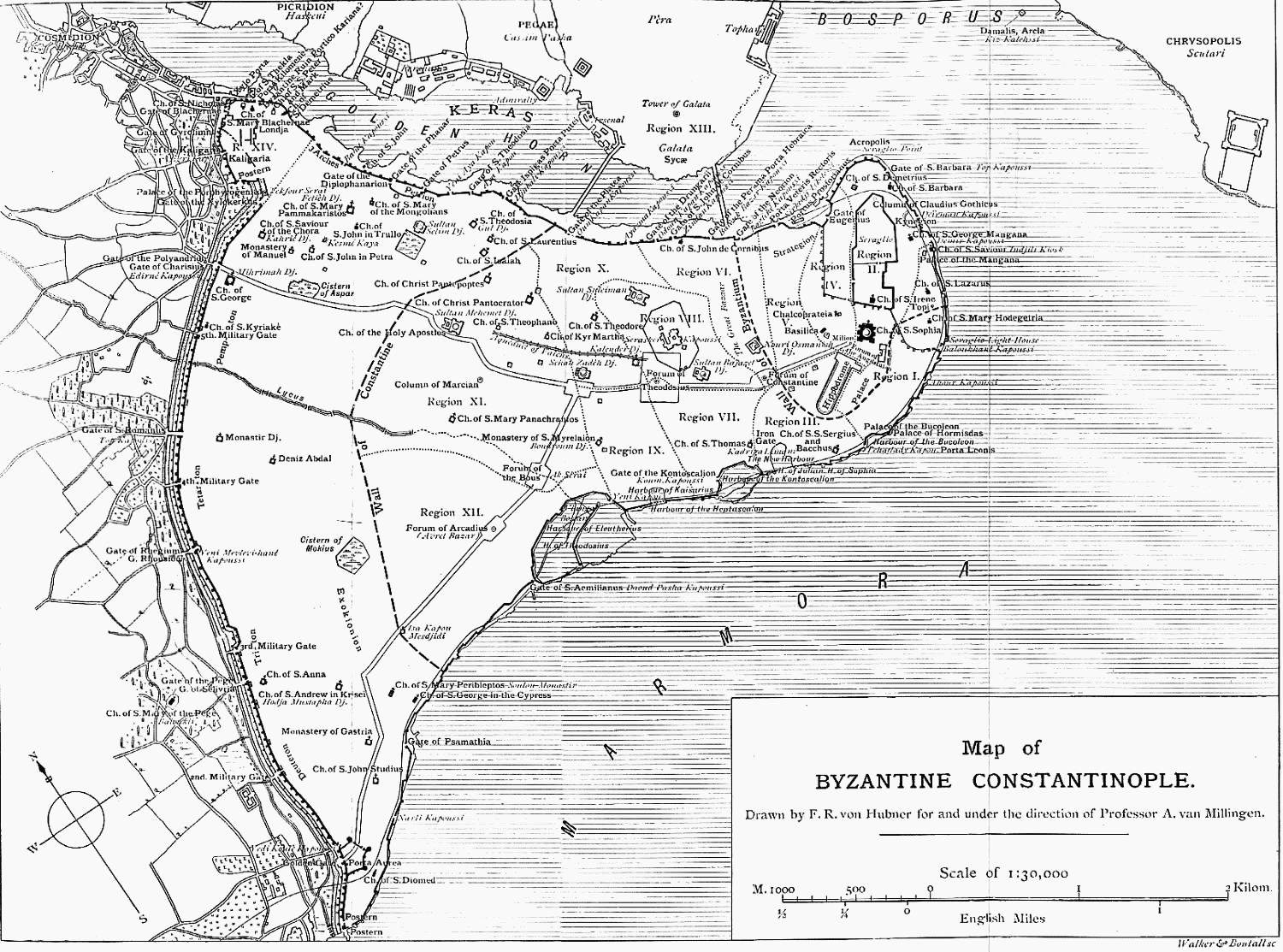
Mapa de la Constantinopla bizantina, mostrando el Cuerno de Oro.

El Cuerno de Oro es un profundo puerto natural formado por la península que lo separa del mar de Mármara. El Imperio bizantino tenía en él su cuartel general naval y se construyeron muros a lo largo del litoral para proteger la ciudad de Constantinopla de los ataques por mar. A la entrada del cuerno, había una gran cadena, tensada, al otro lado de Constantinopla, de la antigua torre de Gálata (que era conocida por los bizantinos por Megàlos Pyrgoss, en griego, la Gran Torre) en el lado norte, para impedir el paso de los barcos no deseados. Esta torre fue destruida en gran parte por los cruzados latinos durante la Cuarta Cruzada (1204), pero los genoveses reconstruyeron una torre nueva cercana, la ahora famosa torre Gálata (1348), que llamaron Christea Turris  (la torre de Cristo).
La cadena fue rota o eludida tres veces:
- En el siglo X, el Rus de Kiev llevó sus barcos del Bósforo para reflotarlos en el Cuerno alrededor del Gálata: los bizantinos los derrotaron con fuego griego.
- En 1204, durante la Cuarta Cruzada, los barcos de Venecia fueron capaces de romper la cadena con un ariete.
- En 1453, el sultán otomano Mehmet II, el Conquistador, copió las tácticas del Rus de Kiev durante el asedio de Constantinopla, con sus barcos alrededor del Gálata  a flote en el estuario.

Después de la toma de Constantinopla el 29 de mayo de 1453 por Mehmet el Conquistador, los ciudadanos griegos, la iglesia ortodoxa griega, los judíos, los comerciantes italianos, y otros no-musulmanes comenzaron a vivir a lo largo del Cuerno en los distritos de Fener y Balat. Hoy en día, el Cuerno de Oro se encuentra a ambos lados, y hay parques en cada lado. La Cámara de Comercio de Estambul se encuentra también a lo largo de la costa, como los cementerios musulmanes, cristianos y judíos. El puente de Gálata conecta los distritos de Gálata y Eminönü. Otros dos puentes, el puente de Atatürk y el puente Halic se encuentran aguas arriba del Cuerno de Oro. Hasta la década de 1980 sus aguas estaban contaminadas por los residuos industriales, pero desde entonces ha sido limpiado y es una atracción turística popular en Estambul debido a su historia y belleza.

## El puente de Leonardo da Vinci

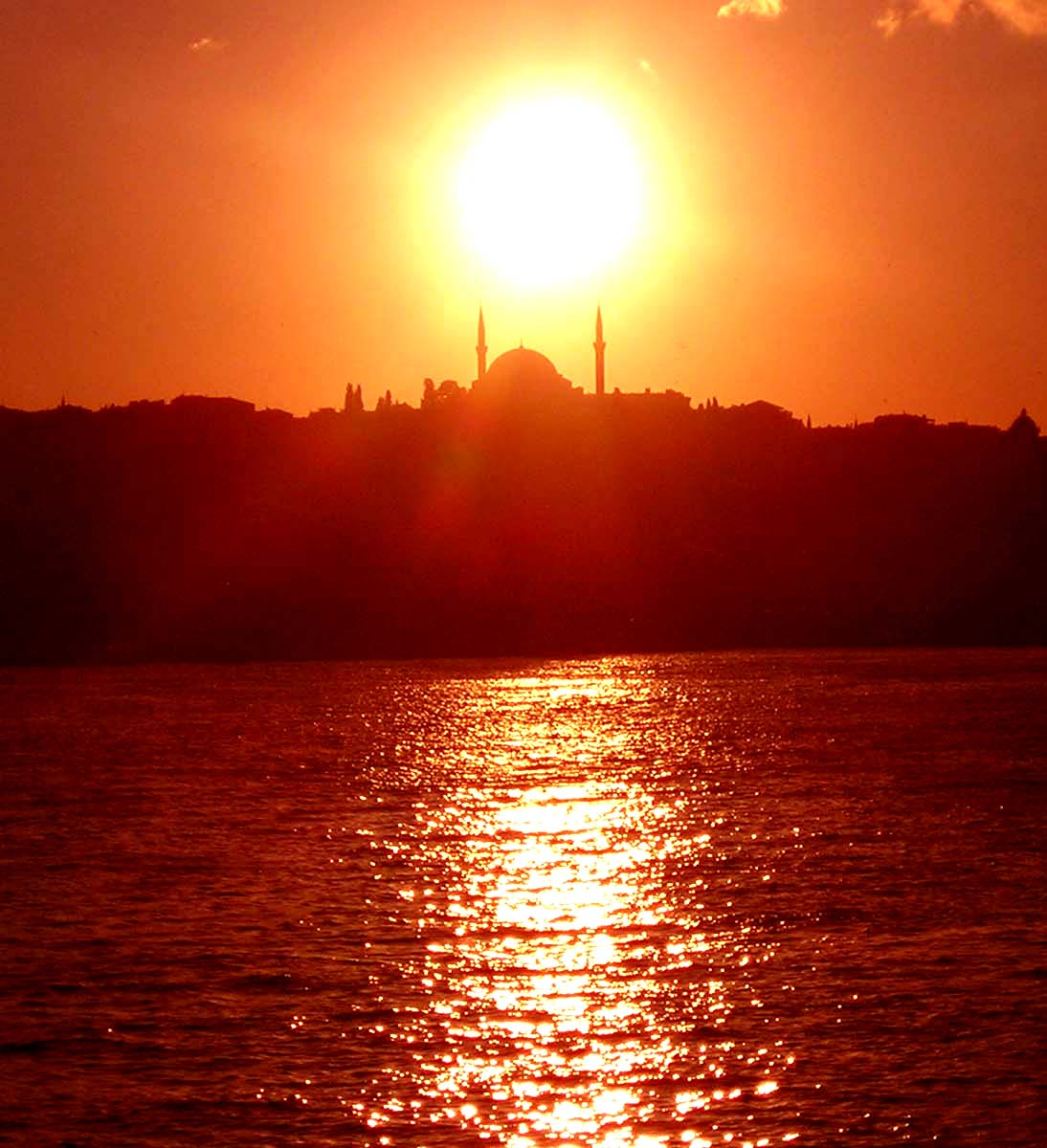
Atardecer en el Cuerno de Oro

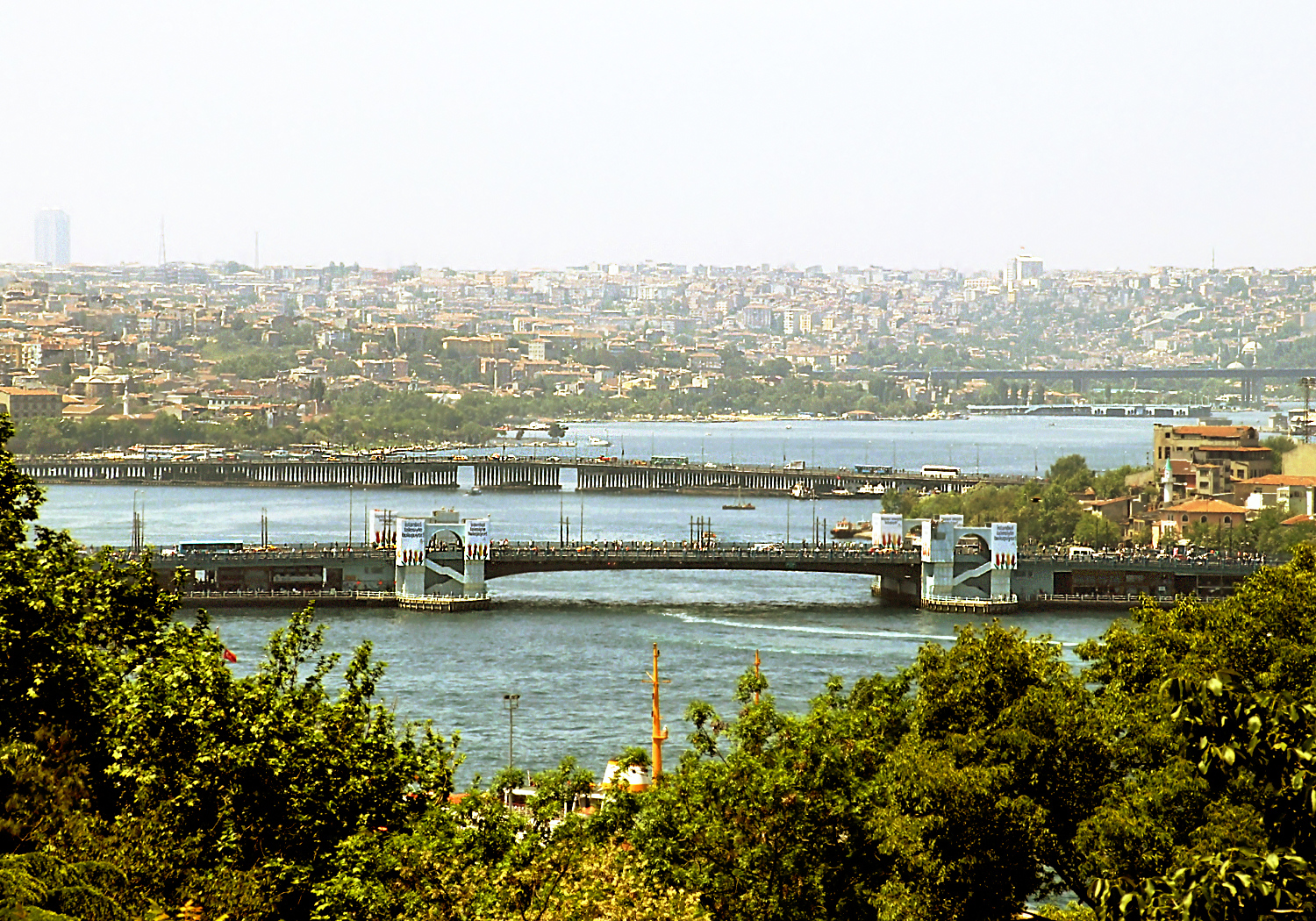
Vista desde el palacio de Topkapı

En 1502 Leonardo da Vinci realizó un dibujo de un puente sobre el Cuerno de Oro con un solo vano de 240 m, en el contexto de un proyecto de ingeniería civil para el sultán Beyazid II. Su visión fue resucitada en 2001 cuando un pequeño puente de Leonardo da Vinci fue construido cerca de Ås, en Noruega.
El 17 de mayo de 2006 se anunció que el primer ministro turco, Recep Tayyip Erdoğan y el alcalde de Estambul, Kadir Topbaş habían decidido reactivar el proyecto del puente de Leonardo da Vinci. Los estudios de viabilidad y planificación del proyecto habían comenzado ya a principios de 1999. Después de cinco siglos, el proyecto del puente de Leonardo da Vinci de cruzar el Cuerno de Oro se convertiría en el primer proyecto arquitectónico del genio renacentista realizado a tamaño real, no maqueta.
El arquitecto turco a cargo de la construcción es Bülent Güngör, conocido por la restauración del palacio de Çırağan, el palacio de Yildiz y el monasterio de Sümela. El puente será una copia exacta del diseño de Leonardo da Vinci, con un solo vano de 240 m, una anchura de 8 metros y una altura sobre el Cuerno de Oro de 24 metros, como se muestra en los bocetos.